# Soe Tjen Marching
Soe Tjen Marching, née le 23 avril 1971 à Surabaya, est une écrivaine, académicienne, activiste et compositrice de musique d'avant-garde indonésienne.

## Carrière

### En tant que compositrice
En 1998, Soe Tjen Marching remporte le concours national des compositeurs indonésiens contemporains organisé par l'ambassade d'Allemagne. Ses compositions ont été jouées en Nouvelle-Zélande, en Indonésie et au Japon. Son œuvre a été publiée sur le CD Asia Piano Avantgarde - Indonesia, interprété par le pianiste Steffen Schleiermacher. En 2010, son œuvre est sélectionnée comme l'une des deux meilleures compositions du concours international de musique d'avant-garde organisé à Singapour. Dans sa carrière musicale, elle a été principalement autodidacte.

### En tant qu'écrivaine
Soe Tjen Marching est également experte en sciences sociales et en écriture créative. Elle a terminé son doctorat à l'université Monash en Australie. Son livre, The Discrepancy Between the Public and the Private Selves of Indonesian Women, a été publié par The Edwin Mellen Press (2007). Elle a également remporté plusieurs concours de création littéraire en Australie et a été publiée en Australie, aux États-Unis et au Royaume-Uni.
En 2009, Soe Tjen fonde en Indonésie un magazine intitulé Majalah Bhinneka (Bhinneka Magazine), qui encourage la réflexion critique sur les questions de genre, de politique et de religion. Soe Tjen écrit plusieurs essais sur les femmes, la politique indonésienne et les religions en indonésien, anglais et allemand.
Son roman, Mati Bertahun yang Lalu, a été publié par Gramedia (Jakarta) en novembre 2010. Son livre sur les femmes indonésiennes Kisah di Balik Pintu a été publié par Ombak en 2011 et son livre sur une femme atteinte d'un cancer, Kubunuh di Sini, a été publié par Gramedia en 2013.

## Vie privée
Soe Tjen Marching est mariée à Angus Nicholls, expert en littérature à l'université Queen Mary de Londres.